# Nothylemera
Nothylemera is een geslacht van vlinders van de familie spanners (Geometridae), uit de onderfamilie Ennominae.

## Soorten
- N. neaera (Druce, 1887)
- N. vinolibata Prout, 1932